# Дугополе
Дугополе (хорв. Dugopolje) — община и населённый пункт в Хорватии, расположенный в Сплитско-Далматинской жупании.
Название общины можно перевести как «длинное поле». Её население по данным переписи 2011 года составляет 3469 человек, 99,5 % из которых являются этническими хорватами. Достопримечательностью общины служит пещера Враняча. Дугополе расположено в 15 км к северо-востоку от города Сплита.
Дугополе находится на пересечении автомагистрали A1 Загреб-Сплит-Дубровник, соединяющей север и юг Хорватии, и государственной дороги D1 Сплит-Синь, соединяющей адриатическое побережье и внутренние районы центральной Далмации. Аэропорт Сплита находится в 28 км от Дугополе, что делает этот район привлекательным местом для проживания тех, кто хочет избежать многолюдных мест, характерных для окрестностей Сплита.

## История
Первое упоминание о Дугополе относится к 1283 году, когда оно находилось под управлением соседнего Клиса.
Район вблизи местечка Капела — это место бывшего раздвоения римской дороги на пути Салона — Эквум и Тилуриум — Аргентария. Множество захоронений, датируемых примерно IV веком, было найдены поблизости, что может означать, что в это время иллирийцы с близлежащих холмов создали поселение у этой дороги.
Дугополе избежало потрясений, связанных с Первой мировой войне, но Вторая мировая война принесла ему множество разрушений. Поселение пострадало от действий различных сторон: итальянцев, немцев, четников и партизан. Сначала оно подверглось осаде со стороны итальянцев в январе 1942 года, которые держали путь по железной дороге Рера к Сплиту. Они убили 7 крестьян и спалили несколько домов. В апреле 1942 года партизаны убили местного священника Дона Шимуна Карамана. К концу 1943 года более 300 домов было уничтожено различными военными силами, множество мирных жителей погибло. Дугополе перешло под контроль партизан в конце 1944 года.
После Второй мировой войны Дугополе вошло в состав Югославии и перешло под управление муниципалитета Солин. В селении было проведено электричество и водопровод. Многие его жители приняли участие в Войне Хорватии за независимость, хотя само Дугополе в этот период не пострадало. После войны оно было выделено в отдельную общину, где ведущей местной партией была ХДС. Ранее Дугополе играло роль транзитного пункта на дороге D1 между Сплитом и Синем, но в начале XXI века была построена автомагистраль А1, и Дугополе стало важным перекрёстком дорог в направлении Сплита, что дало возможность Златко Жеврне, который в то время был мэром Дугополе, организовать на своей территории самую большую промышленную зону в Далмации, в которой в какой-то момент работало больше людей, чем проживало во всей деревне.

## Достопримечательности
Расположенная в деревне Котленице пещера Враняча служит туристической достопримечательностью общины. Пещера глубиной 65 метров была обнаружена в 1903 году Стипе Пундой и впервые открыта для публики в 1929 году. Её возраст оценочно составляет от 65 до 70 миллионов лет.